# Мадікаси
Мадіка́си (рос. Мадикасы, чув. Матикасси) — присілок у складі Чебоксарського району Чувашії, Росія. Входить до складу Ішлейського сільського поселення.
Населення — 300 осіб (2010; 282 у 2002).
Національний склад:
- чуваші — 99 %